# مهتاب نوروزی
مهتاب نوروزی (درگذشتهٔ ۲۴ تیر ۱۳۹۱ در روستای قاسم‌آباد بمپور) مشهورترین سوزن‌دوز بلوچستان ایران بود. تعدادی از آثار مهتاب نوروزی در مجموعهٔ سعدآباد تهران نگهداری می‌شود. لباس‌های درباری که او به طراحی کیوان خسروانی و مهرمنیر جهانبانی به همراه دیگر سوزن‌دوزان بلوچ برای فرح  کردند، از جمله این آثار است.

## زندگی
مهتاب نوروزی از کودکی سوزن‌دوزی می‌کرد و در شانزده‌سالگی هم استاد شد و در مجموع به مدت ۶۳ سال به سوزن‌دوزی ادامه داد. او این هنر را از مادرش یادگرفته بود. مهتاب هیچ‌وقت ازدواج نکرد و همیشه تنها بود؛ او در این باره می‌گفت: 
وقتی خواستگار برایم می‌آمد یک تکه پارچه برمی‌داشتم و می‌رفتم توی یک اتاق سوزن‌دوزی می‌کردم. هیچ وقت هم عاشق نشدم چون آن زمان رسم نبود که شوهر را ببینی. فقط باید به حرف خانواده‌ات گوش می‌کردی اما من هیچ وقت دل به هیچ مردی ندادم! خانواده‌ام هم که وقتی فهمیدند دلم نمی‌خواهد ازدواج کنم دیگر کاری به کارم نداشتند.
با این وجود اما می‌گفت که همهٔ دختران روستا فرزندانش هستند و به همهٔ آن‌ها سوزن‌دوزی یاد می‌داد.
او نزدیک به ۵۰ سال روی پارچه‌ها، نقش بلوچ زد تا آن‌جا که در چهار سال گذشته به‌خاطر دیسک کمر، از ادامهٔ کار بازایستاد. علاوه‌بر مشکلات کمرش به آلزایمر هم مبتلا شده بود و برای همین در سال‌های آخر عمرش نزد برادرزاده‌اش، زینب نوروزی که حالا خودش استاد سوزن‌دوزی شده‌است زندگی می‌کرد.
ادارهٔ میراث فرهنگی استان سیستان و بلوچستان از سال ۱۳۸۶ برای او ۱۶ سال سابقهٔ کار در نظر گرفت و بر اساس آن به او حقوق بازنشستگی می‌پرداخت.
پس از تقدیری که فرهنگستان هنر از مهتاب نوروزی و سیزده هنرمند دیگر در برنامهٔ «گنجینه‌های از یاد رفتهٔ هنر ایرانی» در سال ۱۳۸۶ انجام داد به سال‌ها تلاش او در اداره‌های مختلف استان سیستان و بلوچستان برای دریافت حقوق بازنشستگی و بیمه‌شدن پایان داده شد و مقرری در پنج سال آخر عمر مهتاب نوروزی که به دلیل کهولت سن و کم بینایی دیگر قادر به سوزن‌دوزی نبود، پرداخت شد.
در نهایت او در شامگاه جمعه ۲۴ تیر ۱۳۹۱ در زادگاهش روستای قاسم‌آباد در هفت‌کیلومتری بمپور در سن ۷۸ سالگی درگذشت.

## آثار
دست‌آفریده‌های این بانوی سوزن‌دوز در نمایشگاه‌های داخل و خارج از ایران بارها به نمایش درآمده و نظر همگان را به خود جلب کرده‌است و مورد استقبال همگان قرار گرفته‌است. کارهای ایشان بارها به فرانسه رفته و در مزون‌های مختلف آن دیار به عنوان کار تکمیلی لباس‌های فاخر مورد استفاده قرار گرفته‌است.
این بانو به جز سوزن‌دوزی در پریواردوزی، سیاه‌دوزی، آینه‌دوزی، سکه‌دوزی و رودوزی نیز در منطقهٔ سیستان و بلوچستان سرآمد همگان بود و اکثر دختران این خطه از هنر و دانش وی بهره‌مند شدند.
او در جوانی به‌خاطر ظرافت بی‌مانندی که در کار سوزن‌دوزی داشت، انتخاب شد تا بر لباس‌های فرح دیبا نقش بزند که اکنون در مجموعهٔ سعدآباد به نمایش گذاشته شده‌اند، بی‌آن‌که نامی از این هنرمند برجسته در کنار آن‌ها آورده شده باشد. فیلم‌های مستند زیادی از زندگی این هنرمند برجستهٔ صنایع دستی شناخته شده‌است، اما کمتر کسی او را می‌شناخت یا از او سراغی می‌گرفت.

## تقدیرها
مهتاب نوروزی از وزارت ارشاد نشان درجهٔ یک هنری گرفت و قرار بود مهر اصالت یونسکو را هم دریافت کند. همچنین در سال ۱۳۸۶ فرهنگستان هنر از مهتاب نوروزی و سیزده هنرمند دیگر در برنامهٔ «گنجینه‌های از یاد رفتهٔ هنر ایرانی» تقدیر کرد.